# Ralph Towner
Ralph Towner (* 1. března 1940 Chehalis, Washington, USA) je americký multiinstrumentalista a hudební skladatel, hrající převážně na kytaru, ale i na trubku, klavír, syntezátory a perkuse. V roce 1970 založil skupinu Oregon, ve které s krátkou přestávkou v osmdesátých letech hraje dodnes. Své první album nazvané Trios / Solos vydal v roce 1973 a doprovázel jej na něm kontrabasista Glen Moore. Vedle mnoha dalších alb, která později vydal, spolupracoval s dalšími hudebníky, jako jsou například Egberto Gismonti, Bill Bruford, John Abercrombie a Gary Peacock.